# Ботун (Купрес)
Ботун је насељено мјесто у Босни и Херцеговини у Општини Купрес које административно припада Федерацији Босне и Херцеговине. Према попису становништва из 1991. у насељу је живјело 72 становника.

## Становништво
Према попису 1991. укупно: 72
| Националност       | 1991.       |
| Срби               | 39 (54,16%) |
| Хрвати             | 32 (44,44%) |
| остали и непознато | 1 (1,38%)   |
| укупно             | 72          |